# HMAS Nestor (G02)
HMAS Nestor (G02) byl torpédoborec třídy N, který sloužil u australského námořnictva během druhé světové války. 

## Stavba
Stavba začala 26. července 1939 v loděnici Fairfield Shipbuilding and Engineering Company, Limited v Govanu ve Skotsku. Na vodu byl spuštěn 9. července 1940 a do služby byl přijat 12. února 1941. 

## Operační služba
- Nestor doprovázel severoatlantické konvoje.
- V květnu 1941 se podílel na pronásledování a zničení německé bitevní lodě Bismarck.
- Doprovázel konvoje na Maltu.
- Doprovázel konvoje v jižním Atlantiku.
- Dne 15. prosince 1942 potopil u mysu Sv. Vincenta německou ponorku U-127.
- Kryl těžké lodě během ostřelování Bardie.
- V lednu 1942 doprovázel letadlovou loď HMS Indomitable do Indického oceánu.
- Sloužil u 7. flotily torpédoborců ve Středomoří.

Dne 15. července 1942, když doprovázel konvoj na Maltu (operace Vigorous), byl u jihozápadního pobřeží Kréty zasažen německým bombardérem. Torpédoborec HMS Javelin ho vzal do vleku, ale poškození se ukázala natolik vážná že byl 17. července 1942 v 5:30 potopen.